# Riber silvestre
El riber silvestre, arès, grosella, groselles (fruit), riber petri o ribes (Ribes petraeum) és una planta d'alta muntanya que es fa als herbassars megafòrbics i a l'avetosa, a l'estatge subalpí.

## Etimologia
Del grec petrâion (que viu entre roques).

## Descripció
És un arbust sense espines, el qual pot atènyer fins a 3 m d'alçària. Fulles grans (de 5 a 10 cm d'amplada), amb el pecíol tan llarg com el limbe o més, lobulades, amb els lòbuls aguts i dentats. La floració té lloc entre l'abril i el juny. Flors hermafrodites, campanulades, de color rogenc, disposades en raïms de fins a 30 flors, amb la part inferior de l'eix de la inflorescència més o menys erecte i l'extrem superior pèndul. Corol·la amb 5 pètals petits amagats dins el calze. Calze campanulat, amb els sèpals en forma d'espàtula, erectes i amb cilis, soldats per la base. El fruit, comestible, és una baia globulosa d'un vermell fosc, de gust un xic amarg i àcid. Les baies es reuneixen en raïms pènduls. És molt semblant al riber vermell (Ribes rubrum) conreat a gran part d'Europa (té, com aquell, les fulles lobulades i els fruits de color vermell, comestibles; però les flors són rogenques -i no pas verd groguenques- i el peduncle que duu les flors és arquejat o penjant només a l'àpex).

## Hàbitat i distribució geogràfica
És pròpia de les clarianes d'avetoses, pinedes de pi negre i fagedes. També es pot trobar en herbassars megafòrbics, llocs rocallosos humits i altres indrets frescals de muntanya. A Catalunya, només es troba als Pirineus entre els 1.300 i els 2.200 metres. També és present a Àustria, Bulgària, Txèquia, Eslovàquia, França, Alemanya, Suïssa, Espanya (els Pirineus, la Serralada Cantàbrica i determinades àrees del Sistema Ibèric -el Moncayo i l'oest de Tierra de Cameros, entre d'altres-), Hongria, Itàlia, els Balcans, Polònia, Romania, Ucraïna, Turquia (Anatòlia), Algèria, Sibèria, Mongòlia, el Caucas i l'Iran (l'Azerbaidjan Iranià).